# 经济思想学派
在经济思想史上，经济思想学派（school of economic thought）是由一群以经济学工作方式来分享共同观点的经济学思想家组成。虽然经济学家未必会被划分为某个学派，但将经济学家按学派分类是常见做法。经济思想史可大致分为三阶段：古代经济史（希腊-罗马、印度、波斯、伊斯兰和中国）、早期现代经济史（重商主义、重农主义）和现代经济史（始于18世纪晚期的亚当·斯密和古典经济学）。系统的经济理论主要是从所谓的現代史开始发展起来的。
目前，大多数经济学家采用的是称作主流經濟學（也称正统经济学）的方法。多数经济学家要么专注于宏观经济学，要么专注于微观经济学，或者经济中的特定市场、主体。
在美国主流观点中，经济学理论可以分为两大不同的学派：支持经济干预的咸水学派（沿海学派，如加州大学柏克莱分校、哈佛大学、麻省理工学院、宾夕法尼亚大学、普林斯顿大学和耶鲁大学），和更强调自由放任理念的淡水学派（内湖学派，如芝加哥大学、卡内基梅隆大学、罗彻斯特大学和明尼苏达大学）。然而，对于一般均衡的重要性，与用于某些目的的模型相关的方法（如预测用的统计模型，反事实分析的结构模型等），以及用于分析对经济重要的特定因素（例如银行业）的部分均衡模型的重要性，两个学派达成了广泛共识。这两个学派的思想都与新古典綜合學派思想有关。
过去一些著名的经济思想，如經濟歷史學派和制度经济学，影响力早已削弱，现被视作非主流經濟學（异端经济学）。其他一些经久不衰的非正统经济思想有奧地利學派和马克思主义政治经济学。最近发展起来的当代经济学思想如女性主义经济学和生態經濟學，虽然继承和批判了主流经济学思想，但它们以特定的角度看问题，没能将之发展成一门独立的学派。

## 前古典经济学

### 古代经济思想
- 考底利耶
- 色诺芬
- 亚里士多德
- 秦始皇
- 王安石

### 伊斯兰经济学
伊斯兰经济学是以伊斯兰教法为基础的经济实践。起源可以追溯到的哈里发， 包括了起源于8-12世纪之间的早期市场经济和一些最早版本的商人资本主义，一些人称之为“伊斯兰资本主义”。
基于推动被压迫群众的伊斯兰经济不仅在个人问题上，更是在实施更宏观的经济目标和政治政策上注重伊斯兰教法规。它建立了自由畅通的财富循环基础，使其丰厚的利润回报可以达到社会的最底层。如以天课和吉兹亚的形式征收的财富税，禁止对各种贸易和交易（收入/销售/消费税/进口/出口税等）征税等都是一些典型特点。另一个显著特点是禁止在交易货币时存在超额利息。而且使用纸币的声明也很突出。虽然承兑票据得到承认，但承兑人们必须持有充分的储备。部分准备金银行业务被视为违反信托法而被禁止。
它见证了像贸易公司、大型企业、合同、汇票，长途国际贸易、合伙企业（mudaraba）这样的初期有限合伙制(mufawada)，以及最早形式的金融信用、债务、利润、亏损、资本（al-mal）、资本积累（nama al-mal）、流通资本、资本支出、營業額、支票、本票、信托（见Waqf）、初创公司， 储蓄账户、交易账户、典当、贷款、汇率、銀行、货币兑换、分类账、存款账户、分配、复式簿记诉讼， 和代理机构的创新等。
20世纪后半叶以来，这个学派逐渐得以恢复和发展。
- 穆罕默德（英语：Early reforms under Islam）
- 阿布·哈尼法
- 阿布·优素服（英语：Abu Yusuf）
- 法拉比
- 卡武斯（英语：Shams al-Mo'ali Abol-hasan Ghaboos ibn Wushmgir）
- 伊本·西那
- 伊本·米亚（英语：Ibn Miskawayh）
- 安薩里
- 伊本·泰米葉
- 阿尔-马沃迪（英语：Al-Mawardi）
- 纳西尔丁·图西
- 伊本·赫勒敦
- 阿尔-马基里齐（英语：Al-Maqrizi）
- 穆罕默德·巴基尔·萨德尔

### 重商主义
欧洲中世纪晚期和文艺复兴早期的经济政策视经济活动为为貴族和天主教會谋利的赋税途径。经济交流受到封建权利的限制，例如收取过路费或开办交易场所的权利，以及行会和宗教对高利贷的限制。像这样的经济政策旨在鼓励某一特定领域的贸易。由于社会阶层的重要性，颁布了法律来规范着装和住房，包括不同阶层允许的款式，材料和购买频率。马基雅弗利在他的书《君主论》中第一次以建议的形式提到了经济政策理论。他指出，君主和公民应该限制他们的支出，防止富人或民众诋毁他人。这样将不会造成公民的沉重负担，从而使国家得到民众的认可。
- 杰拉尔德·马林斯（英语：Gerard de Malynes）
- 爱德华·米赛尔尔登（英语：Edward Misselden）
- 托马斯·孟
- 让·博丹
- 让-巴蒂斯特·柯尔贝尔
- 约西亚·柴尔德（英语：Josiah Child）
- 威廉·配第
- 约翰·洛克
- 查尔斯·戴夫南特（英语：Charles Davenant）
- 达德利·诺思（英语：Dudley North (economist)）
- 费迪南多·加利尼（英语：Ferdinando Galiani）
- 詹姆斯·德纳姆-斯图亚特

### 重农主义
重农主义是由18世纪法国经济学家们提出的，他们强调生产性工作，特别是农业对经济财富的重要性。他们早期对自由贸易和放松管制的支持影响了亚当·斯密和古典经济学家。
- 安·罗伯特·雅克·杜阁
- 弗朗索瓦·魁奈
- 皮尔·勒·佩森特（英语：Pierre le Pesant de Boisguilbert）
- 理查德·坎蒂隆

## 古典经济学
古典经济学，也称为古典政治经济学，是18世纪和19世纪主流经济学的原型。古典经济学着眼于市场均衡论和客观价值论。新古典经济学与古典经济学最主要的区别是价值理论中的边际效用，并将边际理论作为模型和方程的基础。马克思经济学也来源于古典理论。安德斯·屈德紐斯导写了北欧史的古典自由主义。来自芬兰的神父兼议会议员屈德紐斯，在1765年出版的名为《国家收益》的书中提出了贸易和工业自由的观点，探讨了经济与社会的关系，并阐述了自由主义的原则。十一年后，亚当·斯密发表了与之类似且更为全面的书--《国富论》。根据屈德紐斯的说法，民主、平等和对人权的尊重是实现整个社会进步和幸福的唯一途径。
- 亚当·斯密
- 弗朗西斯·哈奇森
- 伯纳德·曼德维尔
- 大卫·休谟
- 亨利·乔治
- 托马斯·罗伯特·马尔萨斯
- 詹姆斯·穆勒
- 弗朗西斯·普莱斯（英语：Francis Place）
- 大卫·李嘉图
- 亨利·桑顿（英语：Henry Thornton (abolitionist)）
- 約翰·雷姆賽·麥克庫洛赫
- 詹姆斯·梅特兰 劳德代尔伯爵（英语：James Maitland, 8th Earl of Lauderdale）
- 杰里米·边沁
- 让·沙尔·列奥纳尔·德·西斯蒙第
- 范杜能
- 约翰·斯图尔特·米尔
- 卡尔·马克思
- 纳骚·威·西尼尔
- 爱德华·吉本邦·韦克菲尔德（英语：Edward Gibbon Wakefield）
- 约翰·雷（英语：John Rae (economist)）
- 托马斯·托克（英语：Thomas Tooke (economist)）
- 罗伯特·托伦斯（英语：Robert Torrens (economist)）

## 美国学派
美国学派起源于首位美国财政部长亚历山大·汉密尔顿的著作和经济政策。它强调对进口产品征收高关税，以帮助刚刚起步的美国制造业基地、为基础设施项目融资；以及促进国家银行业、公共信贷和政府对先进科技研发的投资。弗里德里希·李斯特是素有国家体系之称的经济体系的最著名支持者之一，并且是德意志關稅同盟以及德国总理奥托·冯·俾斯麦于1879年开始的经济政策发展背后的主要推动者。
- 亚历山大·汉密尔顿
- 约翰·昆西·亚当斯
- 亨利·克莱
- 马修·凯里（英语：Mathew Carey）
- 亨利·查尔斯·凯里（英语：Henry Charles Carey）
- 亚伯拉罕·林肯
- 弗里德里希·李斯特
- 奥托·冯·俾斯麦
- 阿瑟·约瑟夫·格里菲斯
- 威廉·麦金利

## 法国自由学派
法国自由学派(别称"乐观派"或"正统派")是19世纪经济思想学派，以法兰西学院和法国研究所为中心。Journal des Économistes是该学派思想的主要推动者。该学派顽强地捍卫了自由贸易和放任的资本主义。他们是集体主义，干预主义和保护主义的主要反对者。这使得法国学派成为现代奥地利学派的先驱。
- 弗雷德里克·巴斯夏
- 莫里斯·布洛克（英语：Maurice Block）
- 皮埃尔·保罗·勒鲁瓦-博利厄（英语：Pierre Paul Leroy-Beaulieu）
- 古斯塔夫·德·莫利納里
- 伊夫·居约（英语：Yves Guyot）
- 让·巴蒂斯特·赛伊
- 里昂·赛伊（英语：Léon Say）

## 经济历史学派

### 德国经济历史学派
经济历史学派是德国于19世纪形成的一个学术经济学和公共行政学的分支，直到20世紀都佔統治地位。历史学派认为，历史是关于人类行为和经济问题的知识的主要来源，因为经济学是针对特定文化的，因此不能在空间和时间上普遍化。该学派反对经济定理的普遍有效性。他们认为经济学是仔细的实证和历史分析的结果，而不是逻辑和数学的结果。该学派的大多数成员是学术的社会主义者，即在重工业化时期关注社会改革和普通人的条件改善。历史学派又分为三个小派：
- 守旧派，代表人有威廉·罗雪尔（英语：Wilhelm Roscher）、卡尔·克尼斯（英语：Karl Knies）和布鲁诺·希尔德布兰德（英语：Bruno Hildebrand）；
- 革新派，代表人有古斯塔夫·冯·施穆勒（英语：Gustav von Schmoller），还包括艾蒂安·拉斯佩雷斯（英语：Étienne Laspeyres）、卡尔·布赫（英语：Karl Bücher）、阿道夫·華格納以及盧約·布倫塔諾；
- 创新派，代表人有维尔纳·桑巴特、甚至包括马克斯·韦伯

德国经济历史学派的先驱包括弗里德里希·李斯特。因为1882-1907年普鲁士教育部大学部门负责人弗里德里希·阿尔托夫的许多顾问已经在该学院的成员之下学习过，历史学派在很大程度上控制了德国大学经济学教授的任命。此外，由于美国经济学界由德国博士生领导，普鲁士不仅在中欧成为德国的知识分子，主导着学术界，而且直到20世纪左右在美国也是如此。历史学派参与了与奥地利学派的“方法学”（“斗争法”），其定位更为理论化和先验性。
在讲英语的国家，历史学派可能是最不为人所知和最不被理解的经济学研究方法，因为它与现在主导的英美分析观点截然不同。然而，历史学派在理论和实践中都构成了欧洲大陆大多数国家几十年来占主导地位的经济模式——社会市场经济的基础。历史学派也是约瑟夫·熊彼特动态变革导向型创新型经济学的来源之一，虽然他的著作可能批评了该学派，但熊彼特的著作中关于创新和创业的角色可以被看作是始于历史学派思想的延续，尤其是冯·施穆勒和桑巴特的著作。
- 威廉·罗雪尔（英语：Wilhelm Roscher）
- 古斯塔夫·冯·施穆勒（英语：Gustav von Schmoller）
- 沃纳·桑巴特
- 马克斯·韦伯
- 约瑟夫·熊彼特
- 卡尔·波兰尼

### 英国经济历史学派
英国历史学派没有德国历史学派那么出名。该学派严格批判了古典经济学的演绎法，尤其是大卫·李嘉图的著作。推崇重归纳法，并呼吁将史事与时事相结合。
- 埃德蒙·伯克
- 理查德·琼斯（英语：Richard Jones (economist)）
- 托马斯·爱德华·克利夫·莱斯特（英语：Thomas Edward Cliffe Leslie）
- 沃尔特·白芝浩
- 索罗尔德·罗杰斯（英语：James Edwin Thorold Rogers）
- 威廉·詹姆斯·阿什利（英语：William Ashley (economic historian)）
- 威廉·坎宁安（英语：William Cunningham (economist)）

### 法国经济历史学派
- 克里门特·朱格拉
- Charles Gide（英语：Charles Gide）
- Albert Aftalion（英语：Albert Aftalion）
- Émile Levasseur（英语：Émile Levasseur）
- François Simiand（英语：François Simiand）

## 乔治主义经济学
乔治主义是一门以征收土地和自然资源控制权的土地价值税等获得经济租金来改善个人和国家的经济福利的经济哲学。
- 哈里·甘尼森·布朗（英语：Harry Gunnison Brown）
- 雷蒙德·克罗蒂（英语：Raymond Crotty）
- Ottmar Edenhofer（英语：Ottmar Edenhofer）
- Fred Foldvary（英语：Fred Foldvary）
- 梅森·加夫尼
- 亨利·乔治
- 马克思·赫希（英语：Max Hirsch）
- 沃尔夫·拉德金斯基（英语：Wolf Ladejinsky）
- 菲利普·勒格兰（英语：Philippe Legrain）
- Donald Shoup（英语：Donald Shoup）
- 尼古拉斯·泰德曼（英语：Nicolaus Tideman）

## 社会主义经济学

### 乌托邦经济学
- 威廉·戈德温
- 查尔斯·傅立叶
- 罗伯特·欧文
- 亨利·德·圣西门
- 約書亞·沃倫

### 国家社会主义
- 亨利·德·圣西门
- 斐迪南·拉萨尔
- 卡爾·洛貝爾圖斯
- 费边社

### 李嘉图社会主义
李嘉图社会主义是19世纪初的古典经济思想的一个分支，该思想基于--劳动力是所有财富和交换价值的来源，而租金、利润和利益歪曲了自由市场。他们发展的前马克思主义资本主义剥削理论被广泛认为受到大卫·李嘉图的著作的深刻影响，并且倾向于生产资料的集体所有权。
- 约翰·弗朗西斯·布雷（英语：John Francis Bray）
- 约翰·格雷
- 查尔斯·霍尔（英语：Charles Hall (economist)）
- 托马斯·霍奇金
- 威廉·湯普遜

### 马克思主义经济学
马克思主义经济学来自卡尔·马克思和弗里德里希·恩格斯的著作。该学派注重劳动价值论和马克思认为的资本劳动剥削。因此，在马克思主义经济学中，劳动价值论不仅仅是一个价格理论，更是一种用于衡量资本主义剥削社会劳动的理论。
- 大卫·哈维
- 爱德华·伯恩施坦
- 格里戈里·费尔德曼（英语：Grigory Feldman）
- 羅莎·盧森堡
- 理查德·沃尔夫
- 鲁道夫·希法亭
- 卡爾·考茨基
- 卡尔·马克思
- 尼古拉·布哈林
- 置盐信雄
- 保羅·斯威齊
- 萨米尔·阿明
- 弗拉基米尔·列宁
- 叶夫根尼·阿列克谢耶维奇·普列奥布拉任斯基

### 新马克思主义经济学
- 大卫·戈登（英语：David Gordon (economist)）
- 塞谬尔·鲍尔斯（英语：Samuel Bowles (economist)）
- 保罗·A·巴兰
- 亚当·普热沃尔斯基（英语：Adam Przeworski）
- 亨利克·格罗斯曼（英语：Henryk Grossman）

## 无政府主义经济学
无政府主义经济学包涵了一组试图概述不受强制性社会制度支配的生产和交换模式的理论：
- 互助論倡导市场社会主义。
- 集體無政府主義提倡工人合作社和基于对生产贡献份额的薪水。
- 無政府共產主義主张用直接民主、公社民主直接从资本主义向自由共产主义、禮物經濟过度。
- 无政府工团主义主张工人的直接行动和總罷工。

与无政府主义经济学相关的思想家包括：
- 夏尔·傅立叶
- 皮埃爾-約瑟夫·普魯東
- 彼得·阿列克谢耶维奇·克鲁泡特金
- 米哈伊尔·亚历山德罗维奇·巴枯宁

## 分配主义
分配主义是源于十九世纪末和二十世纪初天主教思想家为了反映教宗良十三世的通谕《新事》和教宗庇护十一世的通谕《四十年》的教导而制定的一种经济哲学，它试图追求资本主义和社会主义之间的第三条道路，希望在保留私有财产的同时按照基督教的正义原则来命令社会。
- 吉爾伯特·基思·卻斯特頓
- 希莱尔·贝洛克

## 制度经济学

### 制度经济学
制度经济学着重于了解制度在经济进化过程中和塑造经济行为中的作用。它最初的重点在于托斯丹·范伯倫的技术和社会领域“仪式”的本能导向二分法之间。其名字和核心元素可追溯到沃尔顿·汉密尔顿1919年发布于《美国经济评论》的文章。
- 贡纳尔·默达尔
- 托斯丹·范伯倫
- 约翰·罗杰斯·康芒斯（英语：John R. Commons）
- 韦斯利·克莱尔·米切尔
- 约翰·莫里斯·克拉克（英语：John Maurice Clark）
- 罗伯特·A·布雷迪（英语：Robert A. Brady (economist)）
- 克拉伦斯·埃德温·埃尔斯（英语：Clarence Edwin Ayres）
- 罗梅什·杜特（英语：Romesh Dutt）
- 約翰·加爾布雷斯
- 杰弗里·霍奇森（英语：Geoffrey Hodgson）
- 张夏准

### 新制度经济学
新制度经济学通过关注经济活动背后的社会和法律规范及规则（来自机构的）以及分析超越早期的制度经济学和新古典经济学来试图扩展经济学。它可以被视为在新古典经济学排除方面的巨大进步。它重塑了古典政治经济学的各个方面。
- 道格拉斯·诺斯
- 奥利弗·威廉姆森
- 罗纳德·科斯
- 达隆·阿齐默鲁
- 張五常

## 新古典经济学
新古典经济学是当今经济学使用的主要形式，其批评者经常称其为“正统经济学”。这种方法所暗示的更具体的定义被莱昂内尔·罗宾斯在1932年的论文《论经济科学的性质和意义》中解释道：“一门研究人类行为作为稀缺手段与替代用途之间的关系的科学。”稀缺的定义是指可获得的资源对于满足所有人的需求与愿望来说是不充足的；如果可利用资源没有稀缺性和不可替代性，那么就不会有经济问题。
- 威廉·斯坦利·杰文斯
- 弗朗西斯·伊西德罗·埃奇沃思
- 阿尔弗雷德·马歇尔
- 约翰·贝茨·克拉克
- 欧文·费雪
- 努特·维克塞尔

### 洛桑学派
又称数理学派，新古典经济学的一支，代表人物维弗雷多·帕累托。
- 安托万·奥古斯丁·古诺
- 莱昂·瓦尔拉斯
- 维弗雷多·帕累托

### 芝加哥学派
芝加哥学派是与芝加哥大学教师工作相关的新古典主义经济思想学派，尤其值得注意的是在宏观经济学中对发展货币主义作为一种替代凯恩斯主义的思想学派对宏观经济模型中理性预期的使用产生了影响。
- 法蘭克·奈特
- 雅各布·维纳
- 米尔顿·弗里德曼
- 托马斯·索维尔
- 喬治·斯蒂格勒
- 哈利·馬可維茲
- 默顿·米勒
- 小罗伯特·卢卡斯
- 尤金·法玛
- 迈伦·舒尔兹
- 加里·贝克尔
- 爱德华·普雷斯科特
- 詹姆斯·赫克曼
- 罗伯特·Z·阿利伯（英语：Robert Z. Aliber）

## 奥地利学派
奥地利经济学家们在解释经济发展时倡导个人主义方法论、主观价值理论，货币的非中性，并强调组织权力的价格机制（见经济计算辩论）和经济的自由放任。
- 卡爾·門格爾
- 歐根·博姆-巴維克
- 路德維希·馮·米塞斯
- 弗里德里希·哈耶克
- 弗里德里希·馮·維塞爾
- 亨利·赫茲利特
- 法蘭克·菲特
- 伊斯雷尔·柯兹纳
- 穆瑞·羅斯巴德
- 罗伯特·墨菲
- 盧埃林·羅克維爾
- 彼得·希夫
- 麥嘉華
- 瓦特·布拉克
- 漢斯-赫爾曼·霍普
- 韦尔塔·德索托
- 弗里茨·马赫卢普

## 斯德哥尔摩学派
斯德哥尔摩学派是斯德哥尔摩院的经济思想。它是指主要在20世纪30年代瑞典斯德哥尔摩共事的松散组织的经济学家们。
斯德哥尔摩学派在宏观经济学需求和供应理论中得出了像约翰·梅纳德·凯恩斯相似的结论。同凯恩斯一样，他们也是受到20世纪初瑞典经济学家努特·维克塞尔的著作的启发。
- 贡纳尔·默达尔
- 贝蒂尔·奥林

## 凯恩斯主义经济学
凯恩斯主义经济学源于约翰·梅纳德·凯恩斯的著作,并且专注于短期的宏观经济学，尤其是价格刚性。它有两个继任者。后凯恩斯学派是另一种学派，主要关注宏观经济学。他们专注于宏观经济刚性和调整过程，并基于现实生活实践研究其模型的微观基础，而不是简单的优化模型。通常与英国劍橋和瓊·羅賓遜的工作有关（见后凯恩斯学派）。新兴凯恩斯学派是凯恩斯主义潮流发展的另一学派。这些研究人员倾向于与其他新古典经济学家分享强调基于微观基础和优化行为的模型，但更侧重于凯恩斯理论标准，如价格刚性和工资刚性。这些通常被认为是这些模型的内生特征，而不是像老式凯恩斯主义那样的简单假设（见新兴凯恩斯学派）。
- 约翰·梅纳德·凯恩斯
- 瓊·羅賓遜
- 保羅·克魯曼
- 保羅·薩繆爾森
- 彼得·博芬格（英语：Peter Bofinger）
- 约瑟夫·斯蒂格利茨
- 魯里埃爾·魯比尼
- 斯坦利·費希爾
- 格里高利·曼昆
- 杰森·弗曼（英语：Jason Furman）
- 休·大卫·迪克森
- 斯蒂夫·科恩

## 卡内基学派
- 司马贺
- 理查德·迈克尔·西尔特（英语：Richard Cyert）
- 詹姆斯·马奇
- 维克托·弗鲁姆
- 奥利弗·威廉姆森
- 約翰·穆斯

## 新李嘉图学派
- 皮耶罗·斯拉法
- 路易吉·L·帕西内蒂（英语：Luigi L. Pasinetti）
- 弗拉基米尔·卡尔波维奇·德米特里耶夫（英语：Vladimir Karpovich Dmitriev）

## 20世纪的知名学派
20世纪著名的学派或经济学思潮如下。这些是由广为人知的明确界定的学术团体所提倡的：
- 奧地利學派
- 生物经济学
- 芝加哥經濟學派
- 宪政经济学（英语：Constitutional economics）
- 生態經濟學
- 演化经济学
- 自由市场无政府主义
- 弗赖堡学派
- 自由经济
- 乔治主义
- 制度经济学
- 凯恩斯主义经济学
- 马克思主义和新马克思主义经济学（英语：neo-Marxian economics）
- 新李嘉圖學派
- 新興古典經濟學派
- 新兴凯恩斯学派
- 后凯恩斯学派
- 公共選擇理論
- 洛桑學派
- 斯德哥爾摩學派

在20世纪后期，产生经济思想变化的研究领域是：基于风险（而不是价格）的模型、不完善的经济主体，以及将经济学作为一门生物科学（基于进化规则，而不是抽象交换）。
对风险的研究在观察价格随着时间的推移的变化比实际的价格更加重要是有影响的。这尤其适用于金融经济学，其风险/收益平衡是作出至关重要的决定。
信息和决策是一个重要的增长领域。该学派的例子包括约瑟夫·斯蒂格利茨的工作。信息不对称以及道德风险的问题都是以信息经济学为基础，深刻地影响了现代经济困境，像高管股票期权、保险市场，以及第三世界的债务减免。
最后，还有一系列植根于经济学概念的经济学的一个生物学分支，包括能源关系而不是价格关系决定经济结构的观点。使用分形几何学建立经济模型（参见能源经济学）。在其初期，将非线性动力学应用于经济理论以及演化心理學的应用探索拉估值过程和不平衡状况的持久性。最明显的工作是在该地区应用分形进行市场分析，特别是套利（参见复杂性经济）中。另一个新生经济学的分支是神經經濟學。后者结合了神经科学、经济学和心理学研究我们如何作出选择。

## 当代学派

### 当代主流经济思想
主流经济学是相对于非主流經濟學的一个术语。它的出发点是资源是稀缺的，并且有必要在竞争性选项之间进行选择。也就是说，经济学涉及权衡。由于稀缺性，选择一种方案意味着放弃另一种方案，即机会成本。机会成本表示相互竞争的替代品之间的隐含关系。这样的成本被认为是市场经济中的价格，用于分析经济效益，或者用于预测对市场扰动的反应。正如意大利经济学家恩里科·巴罗恩首先证明的那样，計劃經濟可比较于影子价格的关系必须满足对资源的有效利用。
经济学家认为，激勵和成本在塑造决策过程中发挥着普遍作用。一个直接的例子就是个人需求的消费者理论，该理论独立出价格（作为成本）和收入如何影响数量需求。现代主流经济学主要建立在始于19世纪后期的新古典经济学的基础上。主流经济学也承认市场失灵的存在和凯恩斯经济学的见解。它使用经济增长的模型分析影响国民收入的长期变量。它采用博弈论来模拟市场或非市场行为。集体行为的一些重要观点（例如组织的涌现）已通过的新制度經濟學被纳入到经济学的范畴。莱昂内尔·罗宾斯在1932年的论文《论经济科学的性质和意义》中描述了大部分现代经济学的定义：“研究人类行为作为有限而稀缺的多功能性工具之间的关系的科学”。稀缺意味着可用的资源不足以满足所有需要和需求。不存在资源短缺和可替代的使用可用资源，就没有经济问题。如此界定的主题涉及受激励和资源影响的选择研究。经济学一般研究的是人们在稀缺资源之间如何分配的问题。
主流经济学涵盖范围广泛的（但不是无限的）观点。在政治上，大多数主流经济学家都持有自由放任和现代自由主义的观点。对于经济学中的特定问题，例如 凯恩斯主义经济学宏观经济政策的有效性和可取性，也有不同的看法。虽然历史上很少有主流经济学家们认为自己作为该“学派”的成员，很多人会认同新古典经济学派、货币主义、凯恩斯主义经济学、新古典经济学，或者行为经济学中的一个或更多。
主流经济学内部的争议倾向于用以下方式表述：
- 资本资产（英语：capital asset）的定义包括自然资本（生态系统）或社会资本（“商誉”或“品牌价值”）或人才，以及通常构成无形资产与可测量资产
- 投资和malinvestment以及商业周期如何根除后者而留下前者
- 法律责任和承担，例如网络外部效应的问题
- 财富和价值以及如何影响价格，特别是劳动力和生态系统

“主流”经济方法的例子是由ICLEI开发并由世界40大城市的C40组织倡导的城市三重底线会计方法。正如这个例子表明的那样，“主流”方法的定义是它被采纳和主张的程度，而不一定是其技术严谨性。

### 当代异端经济思想
非主流經濟學（异端经济学）是一些思想不符合新古典经济学的微观形式主义的学派。异端经济学家强调历史、自然系统、不确定性和权力的影响力。其中包括制度经济学、马克思主义政治经济学、女性主义经济学、社会主义经济学、二元经济学、生态经济学，和热经济学等。
在19世纪后期，一些非正统学派与边际革命后兴起的新兴古典学派产生了争论。大多数持不同政见的学派生存至今，但规模和影响相对于主流经济学已大大减弱。主要有制度经济学、马克思主义政治经济学和奧地利经济学。
凯恩斯主义经济学的发展是对占主导地位的新古典经济学的一个重大挑战。凯恩斯主义的观点最终以约翰·希克斯发展的凯恩斯-新古典综合学派进入主流。凯恩斯主义的兴起及其对主流经济学的融入，降低了对非主流学派的吸引力。然而，倡导对正统经济学进行更根本性批判形成了后凯恩斯主义经济学。
最近的非正统经济学的发展包括演化经济学（虽然这一词还用于描述制度经济学）、女权主义经济学、绿色经济经济学、后自闭症经济学及热经济学。
非正统的方法往往体现于对“主流”方法的批评。例如：
- 女性主义经济学批评劳动力的估价，并认为女性劳动力被系统地低估
- 绿色经济学批评生态系统的外部化和难以定价的状态，并主张把他们作自然財富纳入有形的资本资产（英语：capital asset）
- 后自闭症经济学批评了对形式模型的关注以牺牲观察和价值为代价，并争论回到亚当·斯密创立的人类科学的道德哲学。

大多数非正统的观点都批评资本主义。最显著的例外是奥地利经济学。
Georgescu-Roegen从热力学的熵的概念重新引入经济学（在他看来，区别于从牛顿物理学中得出的新古典经济学的机械基础），并为后来发展成演化经济学做了基础的工作。他的工作为热经济学和生态经济学的作出了重大贡献。
主流经济学之外对经济问题的其他观点包括国际关系研究中的依附理论和世界體系理論。 
对源于主流经济以外的经济体系进行的根本性改革包括参与型经济运动和二元经济学。